# Råå
Råå (dansk Raa) er et fiskerleje  i det sydlige Helsingborg i Skåne. Det var her den danske hær gjorde landgang i både 1676 med 15.000 mænd og igen i 1709 i et forsøg på at genvinde Skånelandene, som blev tabt i Roskildefreden i 1658. Under den skånske krig brændte svenskerne fiskerlejet ned, og i 1788 blev fiskerlejet igen brændt af den russiske flåde. I 1918 blev Råå en bydel i Helsingborg.
Råån munder her ud i Øresund.
Ifølge den lokale tradition ligger Holger Danske begravet under gravmonumentet Fem høje sten, på Rå Lyng (Råå ljung), som svenskerne ødelagde i 1700-tallet fra hvilket bydelen Högasten har fået sit navn. 
Rå Lyng er også stedet hvor Saxo Grammaticus i Danmarks Krønike placerer Angantyrs kamp mod Stærkodder. Og Saxo omtaler en sten, som nu er flyttet fra Rå Lyng, til Ramløse Brøndspark  som skulle minde om holmgangen:

"Skjønt hans [Stærkodders] Kræfter næsten var slupne op, krøb han derfor paa sine Knæ hen til en stor Sten, der laa i Nærheden, og lagde sig for en stakket Stund med Ryggen lænet op ad den; man ser endnu en Hulhed i Stenens Overflade, som om Vægten af den liggende Mands Legeme havde sat et tydeligt Mærke i den. Det Mærke tror jeg nu dog er kunstig frembragt af Mennesker, thi det tykkes mig hartad utroligt, at en Sten, der er saa haard, at den ikke er til at skære i, saaledes skulde kunne blive blød som Vox, at blot det, at en Mand rørte ved den, idet han lænede sig til den, skulde være nok til, at man kunde se, at et Menneske havde siddet der, og til at gjøre den hul for bestandig."
Rå Lyng var også stedet, hvor svenskerne havde deres lejr, under belejringen af Helsingborg i Horns krig.
I den danske tid hed fiskerlejet Raa.
Fodboldklubben Råå IF blev svenske pokalmestere 1948 og vicemestere i den bedste række allsvenskan 1951.
Palle Lauring, udmøntede i bogen "Danmark i Skåne" (1952) det humoristiske begreb "Raaaa-aa-aal", som senere er blevet brugt i turistreklamer.